# Małgorzata Bela
Małgorzata Bela, nota anche coi diminutivi Małgosia o Gosia (Cracovia, 6 giugno 1977), è una supermodella e attrice polacca.

## Carriera
Comincia a diventare celebre nell'ambiente della moda internazionale alla fine degli anni novanta, comparendo sulle copertine di diverse edizioni internazionali di Vogue, incluse quelle italiane e francesi. Nello stesso periodo diventa testimonial per importanti marchi come Lanvin, Valentino, Jil Sander e Versace.
Dopo la stagione primavera 2001, Małgorzata abbandona parzialmente il mondo delle passerelle per tentare una carriera come attrice. Ottiene quindi un ruolo da protagonista nella pellicola polacca Ono, ed una parte nella produzione televisiva italiana Karol - Un uomo diventato papa, ispirato alla storia di Papa Giovanni Paolo II.
Nel 2006, Bela ritorna a dedicarsi a tempo pieno nell'industria della moda, apparendo nelle campagne pubblicitarie delle case di moda Louis Vuitton, Lanvin, Chloé, Jil Sander, Donna Karan, e Marc by Marc Jacobs, oltre che per i marchi H&M e Barneys.
Nel 2009 è comparsa nel Calendario Pirelli. Nell'aprile 2011 Małgorzata è apparsa sulla copertina di Vogue Turkey, fotografata da Cüneyt Akeroğlu. Sempre nel 2011 ha partecipato per la seconda volta al Calendario Pirelli del 2012. Nel 2020 e 2021 è il volto unico delle collezioni dello stilista milanese Gabriele Colangelo.

## Agenzie
È legata alle agenzie:
- d'management group - Milano
- Elite - Parigi
- Next - Londra
- The Society Management - NYC
- Model Plus - Varsavia

## Filmografia
- Karol - Un uomo diventato papa, regia di Giacomo Battiato (2005) - miniserie TV
- Karol - Un papa rimasto uomo, regia di Giacomo Battiato (2006) - miniserie TV
- Suspiria, regia di Luca Guadagnino (2018)